# Diamesa incisiolabiata
Diamesa incisiolabiata är en tvåvingeart som först beskrevs av Linevich 1963.  Diamesa incisiolabiata ingår i släktet Diamesa och familjen fjädermyggor. Inga underarter finns listade i Catalogue of Life.